# Етиопија
Етиопија, званично Савезна Демократска Република Етиопија, држава је у источној Африци у региону познатом као Рог Африке. Ова велика афричка земља има популацију од више од 100 милиона становника и по томе је 12. земља на свету и друга у Африци после Нигерије. Нема излаз на море, а граничи на северу са Еритрејом, на западу са Суданом и Јужним Суданом, на југу са Кенијом и на истоку са Сомалијом и Џибутијем.

## Историја
Историја Етиопије је по много чему јединствена међу афричким земљама. Са изузетком кратког раздобља уочи Другог светског рата 1936—1941. када је била под италијанском окупацијом, земља никада није била европска колонија.

### Праисторија
Постоји широко заступљено мишљење да је Етиопија место настанка анатомски модерног човека, Homo sapiens, током Средњег палеолита пре око 200.000 година. Најраније познате кости модерног човека су нађене у југозападној Етиопији и називају се Омо остаци. Додатно, остаци костура Homo sapiens idaltu су нађени на локацији у Средњи Аваш у Етиопији. Датирани на пре око 160.000 година, они представљају представника једне изумрле подврсте Homo sapiens, или непосредног претходника анатомски модерних људи.
По тврдњама лингвиста, прва популација која је користила Афроазијски језик је дошла у овај регион након Неолитске ере из долине Нила, или Блиског истока. Други научници сматрају да се Афроазијска фамилија развила in situ у области Афричког рога, и да је накнадно дошло до миграције у Етиопски регион.

### Антика
Прва забележена земља на подручју Етиопије било је краљевство Аксум, које се у првом веку нове ере развило у поморску и трговачку силу на Црвеном мору. Земља је примила монофизитско хришћанство у четвртом веку, а врхунац снаге досегнуло је у шестом веку када је контролисало и јужни део Арапског полуострва. Са ширењем Ислама од седмог века, важност Аксума се смањила, а арапско освајање црвеноморске обале је одсекло државу од трговачких путева. Ипак, земља није освојена и укључена у арапско-исламску сферу утицаја као Египат и Судан на северу.

### Средњи век
У 14. и 15. веку етиопска држава је успела да одржи премоћ над муслиманским султанатима који су настали уз њену јужну границу, али након неколико пораза у почетку 16. века њен опстанак је доведен у питање. Тада је Португалија упутио војну помоћ Етиопији и након почетних неуспеха 1543. побеђен је муслимански војсковођа Ахмад Гран. Са португалским војницима стигли су и мисионари па је Етиопија у кратком раздобљу на почетку 17. века била католичка земља. Ипак, 1632. учвршћена је традиционална монофизитска доктрина, а сви контакти са Европљанима су прекинути.
У подручју јужне Етиопије опустошене ратовима са муслиманима почео је током 16. века почео је да се у све већем броју досељава сточарски народ Оромо чије су припаднике етиопски староседеоци сматрали варварима, делом и због њихових анимистичких веровања. У 18. и првој половини 19. века долази до слабљења централне државе у корист регионалних владара међу којима се истичу и племићи народа Оромо који су се поступно укључили у амхарски хришћански културни круг.

### Нови век
Раздобље слабих царева се завршава 1855. када је царски престо заузео Теводрос II. Он и његови наследници Јоханес IV и Менелик II су успели да очувају Етиопску независност пред надирућом европском колонизацијом, а Менелик је 1896. победио малобројну италијанску војску код Адуе. У следећих четрдесет година Етиопија се модернизовала, проширила према југу и знатно обогатила извозом кафе. Године 1930, престо је преузео цар Хајле Селасије који је убрзао модернизацију земље по европским узорима. Ипак, није успео зауставити италијанску војску у другом покушају освајања земље, па је раздобље италијанске окупације од 1936. до 1941. провео у егзилу.
Након Другог светског рата Хајле Селасије је успео да задржи власт и да припоји бившу италијанску колонију Еритреју Етиопији добивши на тај начин излаз на море, али у шездесетим годинама 20. века настао је отпор његовој политици. Незадовољство је кулминирало 1974. када је просовјетска марксистичко-лењинистичка војна хунта, Дерг, свргнула цара и установила једнопартијску комунистичку државу. Пучисти под вођством Менгистуа Хајле Маријама су се приближили Совјетском Савезу, а политика колективизације и присилног откупа жита је узроковала велику глад 1984. (повод за први Лајв Ејд концерт).
Пад комунизма 1991. значио је и пад Менгистуовог режима којег су победили уједињени герилци из северних провинција Тиграј и Еритреја која се већ двадесет година борила за независност. Нова влада предвођена герилским вођом Мелесом Зенавијем дала је широку аутономију етничким покрајинама и признала независност Еритреје, али је својим опрезним приступом реформама успорила потенцијално снажан раст. Додатне проблеме за владу је донео рат са Еритрејом око граничног спора који је трајао од 1998. до 2000. и у коме је погинуло више десетина хиљада људи.
Током 2006. Унија исламских судова, нова фракција у сомалијском грађанском рату, заузима велики део јужне Сомалије. У децембру исте године Етиопија покреће рат у Сомалији који у року од пар недеља ослобађа територију од исламиста.
Од 2020. до 2022. у Етиопији се одвијао грађански рат у региону Тиграј. Током рата су вршена етничка чишћења и други злочини. Све стране инволвиране у рат су чиниле ратне злочине.

## Географија
Главна рељефна целина земље је Етиопска висораван која заузима више од половине државне површине. Она се састоји се од високих равница које испресецају дубоке речне долине, међусобно раздвојене високим планинама, од којих је највиша Рас Дашан (4620 м). Велика раседна долина пролази кроз земљу у смеру североисток-југозапад и дели Етиопску висораван на већи северозападни и мањи југоисточни део. Клима и биљни покров зависе првенствено од надморске висине, најбољи услови за пољопривреду су на висинама од 1700 до 2500 м.

### Положај
Етиопија има површину од 1.127.127 km² и заузима највећи део Рога Африке, који је најисточнији део Африке. Граничи се са Суданом и Јужним Суданом на западу, Еритрејом и Џибутијем на северу, Сомалијом на истоку и Кенијом на југу.

### Геологија и рељеф
Земља има високи централни плато чија висина варира од 1800 до 3000 метра. Највиши врх Етиопије је Рас Дашан са висином од 4620 метра изнад нивоа мора.

### Воде
Најзначајнија река је Плави Нил који извире из језера Тана.

### Клима
Надморска висина и географска дужина одређују три климатске зоне: хладну зону изнад 2400 метра где температура варира од близу леђења до 16 °C; умерена зона на висини од 1500 до 2400 метра са температурама од 16 °C до 30 °C; и топла зона испод 1500 метра са тропским и сувим условима где дневна температура варира од 27 °C до 50 °C. Кишна сезона траје од средине јуна до средине септембра.

### Флора и фауна
Етиопија је еколошки разноврсна земља, са бројним ендемским врстама као што су галада бабун и етиопски вук.

## Становништво
Етиопска популација је веома разноврсна. Већина становништва говори семитске или кушитске језике. Народи Оромо, Амхара и Тигриња чине три четвртине становништва, али у Етиопији живи више од 80 етничких група. Неке од њих броје само око 10.000 људи. У Етиопији се говори преко 80 језика. Службени језик на савезном нивоу је амхарски, припада (јужном) семитском огранку Афро-Азије и као матерњи језик за око 19,8 милиона људи и као други језик за још 4 милиона Етиопљана. Кушитски Оромо је са 25,5 милиона људи који га користе, језик који је највише у употреби. Међутим, број говорника појединих језика често је предмет политичких манипулација и податке треба с резервом узимати. Образовање се одвија на енглеском језику и користи се у средњим школама као наставни језик. Етиопљани који говоре семитске језике називају се Хебеша или Абеша.

### Народи
Најбројније етничке групе су: Оромо 40%, Амхара 25%, Тигриња 6,2%, Сомалци 6,0%, Гураге 4,3%, Сидама 3,4%, Волајта 2%, Афари 2%, Хадија 2%, Гамо 1%.

### Језици
Језици припадају афразијској породици, међу којима омотски, кушитски, нилотски, етиопски, берта, кумуз и друге групе. Службени језик је амхарски. 90 језика без гамо, гофа и дауро који су настали подјелом гамо-гофа-дауро језика. Пет језика је изумрло
Попис језика:
| Аари                     | 155.000             | (1994. попис)         |
| Афарски                  | 979.000             | (1994. попис)         |
|                          | 162,000             | (1994. попис)         |
| Амхарски                 | 17.400.000          | (1994. попис)         |
| Анфило                   | 500                 | (1990. СИЛ)           |
| Ануак                    | 45.600              | (1994. попис)         |
| Арбор                    | 4.440               | (1994. попис)         |
| Аргоба                   | 10.900              | (1994. попис)         |
| Аунги                    | 500.000             | (2007)                |
| Бајсо                    | 1.010               | (1995. СИЛ)           |
| Бамбаси                  | 5.000               | (1982. СИЛ)           |
| Баскето                  | 57.800              | (1994. попис)         |
| Бенх                     | 174,000             | (1994. попис)         |
| Берта                    | 125.000             | (1994. попис)         |
| Борана-арси-гуји оромо   | 3,630,000           | (јужни оромо)         |
| Борна                    | 19.900              | (1994. попис)         |
| Бурји                    | 35.700              | (1994. попис)         |
| Буса                     | 6,620               | (1994. попис)         |
| Хара                     |                     |                       |
| Дасанах                  | 32.100              | (1994. попис)         |
| Дауро                    | 259.633             | (1994. попис)         |
| Дајм                     | 6.500               | (1994. попис)         |
| Дираша                   | 90.000              | (2005. СИЛ)           |
| Дизи                     | 21,100              | (1994. попис)         |
| Дорзе                    | 20.800              | (1994. попис)         |
| Енглески                 | 1.990               | (1994. попис)         |
| Етиопски знаковни језик  | 1.000.000           | (2005)                |
| Гафат †                  |                     |                       |
| Гамо                     | 597.130             | (1994. попис)         |
| Ганза                    | 5.400               | (2004)                |
|                          | 32,700              | (1994. попис)         |
| Гајил                    | 55.700              | (2007)                |
| Гедео                    | 637.000             | (1994. попис)         |
| Гиз †                    |                     |                       |
| Гофа                     | 241.530             | (1994. попис)         |
| Гумуз                    | 120.000             | (1994. попис)         |
|                          | 924.000             | (1994. попис)         |
| Хамер-бана               | 42.800              | (1994. попис)         |
| Харари                   | 21.300              | (1994. попис)         |
| Хозо                     | 3.000               | (1995. СИЛ)           |
| Инор                     |                     |                       |
| Источни оромо            | 4.530.000           | (1994. попис)         |
| Кахама-гањуле            | 4,070               | (1994. попис)         |
| Каципо-Балеси            | 4.120               | (2000)                |
| Кафа                     | 570.000             | (1994. попис)         |
| Камбата                  | 570,000             | (1994. попис)         |
| Каро                     | 1.000               | (2007. С. Малмвам)    |
| Кистане                  | 255.000             | (1994. попис)         |
| Комо                     | 1.500               | (Бендер 1975)         |
| Консо                    | 195.000             | (2005)                |
| Коорете                  | 104.000             | (1994. попис)         |
| Квама                    | 15.000              | (1982. СИЛ)           |
| Квегу                    | 450 етничких        | (2007)                |
| Кибидо                   | 36.600              | (1998. попис)         |
| Мајанг                   | 15.300              | (1998. попис)         |
| Мале                     | 53.800              | (1998. попис)         |
| Ме’ен                    | 80.000              | (2005. СИЛ)           |
| Мело                     | 20,200              | (1994. попис)         |
| Месмес †                 |                     |                       |
| Месqан                   | 25.000              | (2002)                |
| Мурле                    | 200                 | (1975 Тоурнаy)        |
| Мурси                    | 3.280               | (1994. попис)         |
| Наји                     | 3.660               | (1994. попис)         |
| Нуер                     | 64.900              | (1994. попис)         |
| Нјангатом                | 14.200              | (1994. попис).        |
| онгота                   | 8 (етнички: 89)     | (2000. М. Брензингер) |
| Опууо                    | 1.000               | (2007 А. Тсадик)      |
| Западни централни Оромо  | (оромифа) 8.920.000 | (1994. попис)         |
| Ојда                     | 16.600              | (1994. попис)         |
| Кимант                   | 1.650               | (1994. попис)         |
| Рер Баре †               |                     |                       |
| Сахо                     | 22.800              | (1994. попис)         |
| Себат бет гураге         | 2.320.000           | (2006)                |
| Сезе                     | 3.000               | (1995. СИЛ)           |
| Шабо                     | 450                 | (2000 М. Брензингер)  |
| Шекахо                   | 54.900              | (1994. попис)         |
| Шеко                     | 40.000              | (2007)                |
| Сидамо                   | 2.900.000           | (2005. СИЛ)           |
| СИЛт’е                   | 1.000.000           | (2007)                |
| Сомалски                 | 3.960.000           | (2006)                |
| Сури                     | 19.600              | (1994. попис)         |
| Тигригна                 | 3.220.000           | (1994. попис)         |
| Тсамај                   | 8.620               | (1994. попис)         |
| Туркана                  | 25.200              | (2000)                |
| Удук                     | 20.000              | (1995 В. Џајмс)       |
| Вејто †                  | (етничких 1.631)    |                       |
| Волан                    | ?                   |                       |
| Волајта                  | 1.230.000           | (1994. попис)         |
| Хамтанга                 | 143.000             | (1994. попис)         |
| Јемса                    | 81.600              | (1994. попис)         |
| Зај                      | 4.880               | (1994. СИЛ)           |
| Зајсет                   | 17.800              | (1994. попис)         |
| Подељен: Гамо-гофа-дауро |                     |                       |
| Изгубио статус: кунфал   |                     |                       |

### Религија
Верски, 62,8% Етиопљана су хришћани, од тога 43,5% етиопски православци, 5% су протестанти, католици 0,9%. Муслимани чине 33,9% становништва, а анимисти 2,6%, и друге религије 0,6%.

## Политика
Функционисање етиопских институција је одређено уставним текстом потврђеним и ратификованим децембра 1994. и који је ступио на снагу 22. августа 1995.
Законодавна власт се састоји из два дома Народне скупштине, састављене од 548 посланика који се бирају сваких пет година и задужени су за доношење закона, финансије и буџет. Федерална скупштина се састоји од 108 посланика које бирају представници региона и има првенствено улогу заштите устава.
Извршна власт има веће надлежности и чине је председник и премијер. Председник има почасну улогу и нема стварну моћ. Бира га народна скупштина на шест година. Садашњи председник је Гирма Волде-Гијоргис Луча, пореклом Оромо, изабран у октобру 2001. Премијер води политику земље, он бира осамнаест чланова свог кабинета. Бира га партија која има већину у скупштини, има мандат на пет година који може да се обнови једном. Садашњи премијер је Мелес Зенави.
Судска власт почива на Федералном врховном суду, који је уставом одвојен од законодавне и извршне власти.

## Административна подела
Етиопија је подељена у девет етничких региона и два града.
1. Адис Абеба
2. Афар
3. Амхара
4. Бенишангул-Гумуз
5. Дире Дава
6. Гамбела
7. Харари
8. Оромија
9. Сомали
10. Јужне нације, националности и народи
11. Тиграј

Ови административни региони замењују старији систем провинција који је установио Хајле Селасије. У тренутку модификације 1995. провинције су биле: Арси, Харагуе, Сидамо, Бале, Илубабор, Тигре, Бегем дер Кафа, Велега, Гаму-Гофа, Шоа, Воло, Гоџам.

## Привреда
Етиопија је једна од најсиромашнијих афричких земаља, многи Етиопљани зависе од помоћи храном из иностранства. После револуције 1974. етиопска привреда је вођена као социјалистичка привреда, са јаком државном контролом и велики део привреде је пребачен у јавни сектор. Од 1991. привреда се окренула према децентрализацији и тржишно оријентисаној привреди. Године 1993. почела је постепена приватизација индустрије, банкарства, пољопривреде и трговине.
Пољопривреда чини 41% бруто домаће производње, 80% извоза и запошљава 80% радне снаге. Главни извозни производ је кафа која чини 65% до 75% етиопске зараде од извоза. Кафа је критична за етиопску привреду, која је 1999. зарадила 267 милиона долара од продаје 105.000 тона кафе. Према тренутним проценама кафа чини 10% етиопског бруто домаћег производа, и више од 15 милиона људи (25% становништва) живи од сектора кафе. Етиопија узгаја све врсте житарица, кикирики, кафу, чај, цвеће, као и воће и поврће. 2002. Етиопија је извезла 29.000 тона воћа и поврћа и 10.000 цвећа.
Етиопија је прва земља у Африци и међу првих десет на свету по сточарству. Овај сектор укључује 35 милиона говеда, 12 милиона оваца и 10 милиона коза. Са 3,3 милиона кошница Етиопија је прва земља произвођач и извозник меда и пчелињег воска у Африци.
Индустрија је на првом нивоу развоја и чини око 15% бруто домаћег производа. Индустрија се углавном бави производњом прехрамбених производа, текстила, одеће, кожне одеће, ципела, ташни, дрвна индустрија (Етиопија поседује 2,5 милиона хектара шуме), производа од каучука и пластике, хемијских производа, састављање аутомобила и каравана.